# Chelmsford (Massachusetts)
Chelmsford è un comune degli Stati Uniti d'America facente parte della contea di Middlesex nello stato del Massachusetts.